# خوسيه دا كوستا إي سيلفا
خوسيه دا كوستا إي سيلفا (بالبرتغالية: José da Costa e Silva‏) هو أستاذ جامعي ومهندس معماري برتغالي وبرازيلي، ولد في 25 يوليو 1747 في فيلا فرانكا دي إكسيرا في البرتغال، وتوفي في 21 مارس 1819 في ريو دي جانيرو في البرازيل.